# Кортайо
Культура Кортайо, фр. Cortaillod — археологическая культура, существовавшая в эпоху неолита на территории части Швейцарии, к западу от существовавшей в то же время культуры Пфин. Датируется периодом между 3900-3500 гг. до н. э. До её возникновения, в период 4300-3900 гг. до н. э. на западе Альп существовала культура «классический Кортайо», а в центральной Швейцарии — «ранний Кортайо». Постепенно поглотила соседнюю эгольцвильскую культуру.
Характерные особенности — большое количество собачьих костей, а также подвески из метаподиевых костей собаки, что говорит о существовании тесных отношений между человеком и собакой в указанный период в Альпах как у данной культуры на западе Альп, так и у культуры Хорген на востоке Альп.